# إدوارد جورج سميث
إدوارد جورج سميث (بالإنجليزية: Edward G. Smith) هو قاضي ومحامي أمريكي، ولد في 1961 في فورت نوكس في الولايات المتحدة.